# Teinobasis luciae
Teinobasis luciae är en trollsländeart som beskrevs av Maurits Anne Lieftinck 1937. Teinobasis luciae ingår i släktet Teinobasis och familjen dammflicksländor. Inga underarter finns listade i Catalogue of Life.